# Шургуял (Новотор'яльський район)
Шургуя́л (рос. Шургуял, марій. Шӱргыял) — присілок у складі Новотор'яльського району Марій Ел, Росія. Входить до складу Старотор'яльського сільського поселення.

## Населення
Населення — 35 осіб (2010; 35 у 2002).
Національний склад (станом на 2002 рік):
- лучні марійці — 63 %
- марійці — 37 %